# Convent (Film)
Convent ist ein US-amerikanischer Horrorfilm aus dem Jahr 2000, der unter der Regie von Mike Mendez entstand.

## Handlung
An der katholischen Privatschule St. Francis läuft in den 1950er Jahren eine Frau Amok und tötet zahlreiche Menschen, woraufhin die Schule geschlossen wurde.
40 Jahre später organisiert eine Gruppe von Studenten in dem ungenutzten Gebäude eine Party. Ein Satanist belegt die Studenten mit einem Fluch, um sie den Zombies auszuliefern. Aber sie bekommen Hilfe von Christine, welche früher die Schule besucht hatte.

## Veröffentlichung
Der Horrorfilm wurde zum ersten Mal auf dem Sundance Film Festival des Jahres 2000 gezeigt. Im selben Jahr nahm er am Brussels International Film Festival und am Filmfest München teil.

## Kritiken
Prisma fand, die Handlung sei „reichlich grotesk“, was jedoch Absicht sei. Der Film sei eine Parodie. Er sei nicht „richtig spannend“, habe jedoch witzige Szenen. Bei Rotten Tomatoes heißt es, der Film schockiere und bringe einen gleichzeitig zum Lachen.
EricDSnider schrieb auf efilmcritic.com, der Film nutze die traditionellen Elemente der Teenager-Horrorfilme so, dass eine „satirische“ Wirkung erzeugt werde. Er wirke wie ein Cartoon.

## Auszeichnungen
Mike Mendez gewann 2000 den Publikumspreis des Fantafestivals und wurde 2001 für den International Fantasy Film Award des Fantasporto nominiert.